# Szöllősi Ilona
Szöllősi Ilona (Budapest, 1908. július 2. – Saint-Benoît, Réunion, 1994. október 29.) magyar olimpikon tornász.

## Családja
Szöllősi Jenő székesfővárosi polgári iskolai tanító és Szántó Erzsébet Rebeka állami tanítónőképezdei tanárnő gyermekeként született. 1932. április 21-én Budapesten, a Ferencvárosban házasságot kötött Kaltenbach István Gyula szobrásszal, Kaltenbach Rezső és Paduch Katalin fiával. 1936-ban elváltak.

## Pályafutása
A Testnevelési Főiskola SE (TFSE) sportolójaként indult versenyein.

### Olimpiai játékok
Ezen az olimpián szerepelt először a női torna. Az 1928. évi nyári olimpiai játékokon torna, összetett csapat sportágban, csapattársaival (Hámos Mária, Hennyey Aranka, Herpich Rudolfné, Kael Anna, Kövessy Margit, Pályi Margit, Rudas Irén, Szeiler Aranka (Nándorné), Szöllősi Ilona, Tóth Judit) a 4. helyen végzett.
Női tornászcsapatunk az első nap után vezetett, a másodikon azonban a pontozók tevékenységének eredményeként a negyedik helyre esett vissza. A Magyarországi Tornaegyletek Szövetsége (MOTESZ) igazgató tanácsa 1932 novemberében a tornászcsapat tagjainak a pontozás miatti sérelem elégtételeként a MOTESZ nagy bronzérmét adományozta, zománcozott öt karikával, „Emlékül és elégtételül – 1928” bevésett felirattal.